# Stipe Biuk
Stipe Biuk, né le 26 décembre 2002 à Split en Croatie, est un footballeur croate jouant au poste d'ailier gauche au Hajduk Split, en prêt du Real Valladolid.

## Biographie

### En club
Né à Split en Croatie, Stipe Biuk commence le football au NK Solin, il est ensuite repéré par l'Hajduk Split à l'âge de huit ans et s'engage avec ce club en janvier 2011 et y poursuit sa formation.
Il joue son premier match en professionnel le 2 mars 2021, lors d'une rencontre de coupe de Croatie face au NK Zagreb. Il entre en jeu et son équipe l'emporte par trois buts à zéro,. Il inscrit son premier but le 1er mai 2021, lors d'une rencontre de championnat face au HNK Rijeka. Il est titulaire et ouvre le score, participant ainsi à la victoire des siens (3-2 score final).
Le 30 décembre 2022, il est transféré au Los Angeles FC en Major League Soccer où il paraphe un contrat de quatre ans avec le champion en titre.
Il inscrit son premier but pour le club le 13 mars 2023, lors d'une rencontre de MLS face au Revolution de la Nouvelle-Angleterre. Titularisé, il participe à la victoire de son équipe par quatre buts à zéro.
Le 25 janvier 2024, Stipe Biuk rejoint le Real Valladolid sous la forme d'un prêt jusqu'à la fin de la saison.

### En sélection
Stipe Biuk est retenu par Igor Bišćan, le sélectionneur de l'équipe de Croatie espoirs pour participer au championnat d'Europe espoirs en 2021. Il joue son premier match avec les espoirs lors de cette compétition, le 31 mai 2021 face à l'Espagne. Il entre en jeu à la place de Lovro Majer lors de cette rencontre perdue par son équipe après prolongations (2-1 score final),.
Le 17 novembre 2022, Biuk se fait remarquer en réalisant un doublé contre la Pologne, en match amical. Titulaire, il permet à son équipe de s'imposer par trois buts à un avec ses deux réalisations. Il s'agit de ses deux premiers buts avec les espoirs,.

### Vie privée
Fan du club de sa ville natale, l'Hajduk Split, Stipe Biuk apprécie également le Liverpool FC et le Borussia Dortmund. Il cite par ailleurs Marco Reus comme étant son joueur favori. Stipe a également deux frères, Duje et Filip, qui jouent aussi au football.

## Palmarès
Hajduk Split
- Vainqueur de la Coupe de Croatie en 2022.